# Platyla cryptomena
Platyla cryptomena ist eine Art auf dem Land lebender Schnecken aus der Familie der Mulmnadeln (Aciculidae) in der Ordnung der Architaenioglossa („Alt-Bandzüngler“).

## Merkmale
Die kegelförmigen Gehäuse von Platyla cryptomena sind 2,5 bis 3,5 mm hoch und 0,8 bis 1,0 mm breit. Sie weisen 5¼ bis 6 mäßig bis gut gewölbte Windungen auf. Die Mündung steigt bereits an der vorletzten Windung etwas an. Die Höhe der letzten Windung ist etwa halb so hoch wie die Gesamthöhe. Unter der Naht sind weder Kante noch Nahtfaden vorhanden. Die Mündung ist in der Frontalansicht schief birnenförmig. Der erweiterte Mündungsrand weist in der Seitenansicht einen sehr kleinen Sinulus auf. Der Parietalkallus ist gut ausgebildet, der Angularis ist gut sichtbar. Der schmale Nabelkallus zieht sich am Parietalkallus entlang bis zur Mitte des Parietalrandes. Der rötlich braune Nackenwulst ist relativ breit und abgeflacht. In der Seitenansicht ist er mittig etwas erhöht, nach hinten deutlich begrenzt. Das Gehäuse ist rötlich braun bis gelblich braun gefärbt, die Oberfläche ist stark glänzend.

### Ähnliche Arten
Platyla cryptomena unterscheidet sich von der Wulstigen Mulmnadel (Platyla callostoma) durch das etwas kleinere und schlankere Gehäuse. Platyla cryptomena unterscheidet sich in der Form des Nackenwulstes von der Glatten Mulmnadel (Platyla polita) und Platyla dupuyi. Der bei Platyla cryptomena sehr charakteristische, breite, flache Nackenwulst ist schlanker als bei der Glatten Mulmnadel (Platyla polita) und kleiner als bei Platyla dupuyi.

## Geographische Verbreitung und Vorkommen
Das Verbreitungsgebiet reicht von den südlichen Ostpyrenäen bis ins Kantabrische Gebirge (Provinz Santander). Auf der Nordseite der Pyrenäen wurde die Art im Département Gers gefunden. Sie lebt dort in der Bodenstreu feuchter Laubwälder.

## Taxonomie
Das Taxon wurde 1877 von Alexandre Guillaume Léopold de Folin und Ferdinand Bérillon als Acme cryptomena  erstmals beschrieben. Sie wird heute der Gattung Platyla zugeordnet.

## Belege

### Online
- Animal Base: Species summary for Platyla cryptomena